# Spineni
Spineni è un comune della Romania di 2 025 abitanti, ubicato nel distretto di Olt, nella regione storica della Muntenia. 
Il comune è formato dall'unione di 7 villaggi: Alunișu, Cuza Vodă, Davidești, Optășani, Profa, Spineni, Vineți.
La sede amministrativa è ubicata nell'abitato di Alunişu.